# Campeonato nacional de Estados Unidos 1967
Lista de los campeones del Campeonato nacional de Estados Unidos de 1967:

## Senior

### Individuales masculinos
John Newcombe vence a  Clark Graebner, 6–4, 6–4, 8–6

### Individuales femeninos
Billie Jean King vence a  Ann Haydon Jones, 11–9, 6–4

### Dobles masculinos
John Newcombe /  Tony Roche vencen a  William Bowrey /  Owen Davidson, 6–8, 9–7, 6–3, 6–3

### Dobles femeninos
Rosie Casals /  Billie Jean King vencen a  Mary-Ann Eisel /  Donna Floyd, 4–6, 6–3, 6–4

### Dobles mixto
Billie Jean King /  Owen Davidson vencen a  Rosie Casals /  Stan Smith, 6–3, 6–2
| Predecesor: 1966                         | Campeonato nacional de Estados Unidos 1967 | Sucesor: 1968                         |
| Predecesor: Campeonato de Wimbledon 1967 | Grand Slam 1967                            | Sucesor: Campeonato de Australia 1968 |

- Datos: Q2394673